# جاك نوفيكوف
جاك نوفيكوف (بالفرنسية: Jacques Novicow )‏ (و. 1849 – 1912 م) هو اجتماعي، وعالم اقتصاد، ورجل أعمال، من الإمبراطورية الروسية، ولد في إسطنبول، توفي في أوديسا، عن عمر يناهز 63 عاماً.

## التعليم
تعلم في جامعة أوديسا.